# Federazione pallavolistica del Lussemburgo
La Federazione lussemburghese di pallavolo (ltz. Fédération Luxembourgeoise de Volleyball, FLVB) è un'organizzazione fondata per governare la pratica della pallavolo in Lussemburgo.
Organizza il campionato maschile e femminile, e pone sotto la propria egida la nazionale maschile e femminile.
Ha aderito alla FIVB nel 1951.